# Siege of Avalon
Siege of Avalon (Belagerung Avalons) ist ein Computer-Rollenspiel, das von Digital Tome aus Texas (USA) entwickelt und von Blackstar im Juli 2000 veröffentlicht wurde.

## Handlung
Das Spiel handelt von der Belagerung einer Festung namens Avalon durch die Rasse der Ahoul unter Führung des Halb-Ork-Schamanen Mithras. Der Spieler übernimmt die Kontrolle über einen jungen Helden, der sich der Gefahr entgegenstellt. Siege of Avalon ist in sechs Kapitel unterteilt, die sich inhaltlich und thematisch trennen lassen und dennoch im Spielablauf aufeinander aufbauen.

### Kapitelüberblick
Die Demo
Sie wurde nie offiziell veröffentlicht, sondern lediglich inoffiziell in einem Fanforum. Gesteuert wird hierbei Corvus, der Bruder des Helden in Siege of Avalon. Corvus erlebt General Ovorons Verrat mit eigenen Augen und muss zurück zur Festung finden, um die anderen Generäle zu informieren. Die Demo liefert die Grundlage für das erste Kapitel.
Kapitel 1 – Corvus
Kapitel 1 ist das kürzeste Kapitel des Spiels. Als kostenlos erhältliches Spiel fungierte dieses daher auch als Demo, während die eigentliche Demoversion nie offiziell veröffentlicht wurde. Es dient zur Einführung in das Spiel und die Geschichte um die Festung Avalon. Anfangs hat man nur sehr begrenzten Zugang zu den einzelnen Teilen der Festung, doch in späteren Kapiteln kann der Spieler dann auch andere Bereiche betreten, aber nie die gesamte Anlage. Zunächst erkundet man die Festung und verbessert seine anfänglichen Fähigkeiten bei den ansässigen Ausbildern, wozu Trainingspunkte nötig sind. Diese erhält man durch erledigte Aufgaben und besiegte Gegner. Bevor man sich auf Einsätze ins Dorf begibt, bekommt der Spieler von einigen Avaloniern Aufträge. Meistens handelt es sich dabei um das Beschaffen von Gegenständen, die bei der Eroberung des Dorfes durch die Ahoul verloren gegangen sind. Im späteren Verlauf des Kapitels deckt man eine Verschwörung auf und rettet schließlich Corvus, den Bruder des Helden.
Kapitel 2 – Erdstein
Kapitel 2 handelt von der Durchsuchung der Höhlen unter Avalon nach dem geheimnisvollen Erdstein. Des Weiteren erhält man die Aufgabe, die Kundschafterin Lydia, einen Ritter und den Seher Waynar zu finden, da diese in den Höhlen verschwunden sind. In diesem Kapitel hat der Spieler zum ersten Mal die Möglichkeit, mehr als einen Spieler zu steuern, jedoch nur zwei weitere Charaktere, die sich der Gruppe des Spielers anschließen können. Zuvor war das lediglich bei der Rettung Corvus’ im ersten Kapitel möglich, als sich dieser dem Spieler zur Rückkehr vom Dorf nach Avalon anschloss. Das Ende des zweiten Kapitels besteht im Endkampf des Magiers Felious, der sich zuvor der Gruppe des Spielers anschließt, gegen den Lich, der Seele eines Zauberers, der den Erdstein bei sich trägt, in den Höhlen Avalons. Hierbei stirbt Felious und taucht im fünften Kapitel in der Astralwelt wieder auf.
Kapitel 3 – Kämpfer
Kapitel 3 ist der Kämpferklasse gewidmet. Es spielt sich vornehmlich in einem Wald ab, der an die Festung grenzt und einen Außenposten beherbergt. Kämpfern ist es möglich zum Ritter aufzusteigen, indem ein klassenspezifischer Quest erfüllt wird. Im Wald trifft man auf Echsenmenschen, Elfen und das Einhorn Mekki. Von den Elfen kann der Spieler spezielle Kampftechniken erlernen, welche die Menschen nicht kennen. Das Kapitel endet mit einer Schlacht mit mehreren Sha'ahoul, die Sir Baron Hartley und seine Truppe vernichten wollen. Damit würde der Vorposten auffliegen und ganz Avalon zerstört werden.
Kapitel 4 – Kundschafter
Kapitel 4 ist der Kundschafterklasse gewidmet. Der Schwerpunkt liegt auf dem Schleichen und unbemerkten Bewegen im Lager der Ahoul. Mithilfe einer magischen Maske, die der Spieler von Olon erhält, kann man mit den meisten Ahoul sogar reden und in deren Lager Quests erfüllen. Im Dorf trifft man außerdem auf einen Meisterkundschafter, der Kundschaftern den Aufstieg zum Ranger durch mehrere Quests ermöglicht. Dieser hilft dem Spieler auch dabei, eine Tunika, welche die Hunde von der Fährte des Spielers ablenken soll, zu finden und die Ahoul durch Quests zurückzuschlagen. Ziel des Kapitels ist es, den verräterischen General Ovoron niederzustrecken und seinen Tornister, in dem sich wichtige strategische Papiere befinden, zurück an Sir Roth zu bringen.
Kapitel 5 – Magier
Kapitel 5 ist den Magiern gewidmet. Es spielt hauptsächlich in der Astralebene, einer mystischen Sphäre, in der der Spieler unter anderem in die Welt der Naga (Schlangenwesen, welche mit den Ahoul verbündet sind) reist. Daneben gibt es noch die Eiswelt Frostheim und die Feuerwelt Infernus. In der Eiswelt trifft der Spieler einen sehr alten und weisen Baum namens Muir, der dem Spieler dabei hilft, den Einfluss der Ahoul von der Astralebene und damit von den Träumen der Avalonier zurückzudrängen. In der Astralebene trifft der Spieler auf Felious, der im zweiten Kapitel den Lich besiegt hat und dabei gestorben ist. Jedoch kann Felious' Seele den Körper nicht endgültig verlassen, wobei ihm der Spieler hilft. Es gibt viele neue Zauber zu erlernen und für Magier wieder einen Quest zur Beförderung zu erfüllen. Dieses Kapitel wird im Allgemeinen als das beliebteste des ganzen Spieles angesehen.
Kapitel 6 – Finale
Kapitel 6 ist geprägt vom Sturm der Ahoul-Horden und ihrem Anführer Mithras auf die Festung durch das Südtor. Sir Roth fällt in einem Kampf mit Mithras, dem der Spieler nur zuschauen kann. In einem Endkampf zwischen Mithras und dem Helden entscheidet sich, ob die Festung an die Ahoul fällt oder ob Avalon gemeinsam mit der eintreffenden Kavallerie von König Vortigern von den Horden befreit werden kann.

### Hauptcharaktere
Mithras
Mithras ist ein Sha'man der Ahoul. Er ist der Anführer der feindlichen Truppen und somit der personifizierte Feind. Ihm persönlich steht man am Ende des letzten Kapitels im Endkampf gegenüber. Eine Begegnung ist jedoch schon im vierten Kapitel möglich, wenn man Ovorons Pläne durchkreuzen soll. Dabei ist Mithras jedoch unbesiegbar und ein Kampf und damit ein vorzeitiges Beenden des Spieles nicht möglich.
Sir Roth
Sir Roth stammt aus dem Königreich Elythria und ist der Oberkommandant der Burg Avalon. Von ihm erhält der Spieler im Laufe der sechs Kapitel die meisten der Hauptquests, welche den Spieler durch die Handlung des Spiels führen. Sir Roth stirbt im sechsten Kapitel im Zweikampf gegen Mithras, dem der Spieler nur tatenlos zusehen kann.
General Ovoron
Ovoron stammt aus dem Königreich Oriam und ist ein angesehener Befehlshaber der Burg Avalon, der allerdings die Seiten wechselt und zum Gegner überläuft. Er warnt die Sha'ahoul vor einem geplanten Überfall auf ein Versorgungslager und führt seine eigenen Soldaten in einen Hinterhalt, den nur Corvus überlebt. Ovoron plant später, mit Hilfe eines Rammbocks Avalon einzunehmen, der aber vom Spieler zerstört werden muss. Ovoron hat in seinem Tornister wichtige strategische Dokumente für die Ahoul, die der Spieler im Auftrag von Sir Roth entwendet. Dieser gibt dann dem Spieler den Befehl, Ovoron zu beseitigen und ihm dessen Schwert zu überbringen.
Corvus
Corvus ist der ältere Bruder des Spielers und stammt aus dem Königreich Elythria. Seinetwegen begibt sich der Spieler nach Avalon, um ihm den Tod seines Vaters zu verkünden. Corvus ist ein sehr angesehener Leutnant Avalons. Die Verwandtschaft mit ihm öffnet dem Spieler viele Türen und Tore. Das erste Kapitel befasst sich schwerpunktmäßig mit der Suche nach ihm. Corvus’ Truppe wird vom anführenden General Ovoron in einen Hinterhalt gelockt, den nur er und Corvus überleben. Corvus versteckt sich vor den Ahoul-Horden in einem Keller im Dorf vor einem Oger.

### Gegner
Im Verlaufe des Spieles begegnet der junge Held vielen verschiedenen Gegnerklassen, im Folgenden nun eine Auswahl der wichtigsten.
Die ersten Gegner denen der Spieler begegnet sind die Ahoul, die als Kundschafter agieren. Ahoul treten meistens alleine und selten in Gruppen auf.
Die Sha'ahoul, in Gruppen auftretende Kämpfer, sind ab dem dritten Kapitel die häufigsten Gegner. Die ab dem zweiten Kapitel auftretenden Sha'men, eine Art Magier, sind eine Mischung aus Menschen und Sha'ahoul. Sie treten meistens innerhalb von Sha'ahoul-Gruppen auf und selten alleine.

## Spielprinzip
Der Spieler überblickt das Gebiet, in dem er die Hauptfigur bewegt, in einem Teilbereich von oben. Er kann seine Figur mit erworbenen oder erbeuteten Waffen und Kleidungsstücken immer wieder neu ausrüsten. Die bis zu zwei Gefährten, die er der Hauptfigur ab Kapitel 2 hinzufügen und ebenfalls ausrüsten kann, agieren selbstständig, sie können aber auch anstelle der Hauptfigur zeitweise vom Spieler gesteuert werden. Die Steuerung erfolgt mit Tastatur und Maus. Der Spieler kann das Spiel in drei möglichen Charakterformen spielen: Kämpfer, Magier und Kundschafter.
Kämpfer
Als Kämpfer bekommt man am Anfang des Spieles ein Schwert und eine einfache Rüstung. Im einzelnen Training ist der Spieler vor allem bei Kampfübungen besser. Als Kämpfer kann sich der Spieler vom Knappen zum Ritter schlagen lassen. Das dritte Kapitel ist speziell für den Kämpfer konzipiert, in welchem der Spieler zum Ritter geschlagen wird.
Magier
Beim Spielstart bekommt der Spieler als Magier einen Dolch und beherrscht einen Blitzzauber. Im einzelnen Training wird jedoch mehr Wert auf Zaubersprüche und die Manastärke gelegt. Als Magier ist der Aufstieg vom Lehrling zum Magier möglich. Das fünfte Kapitel ist speziell für den Magier konzipiert, in dessen Verlauf der Aufstieg zum Magier möglich ist.
Kundschafter
Am Anfang des Spieles bekommt der Spieler als Kundschafter einen einfachen Jagdbogen und einen Köcher. Im einzelnen Training geht es vor allem um die Verbesserung vom Verhalten im Gelände wie Beschränkung und Verstohlenheit. Der Spieler kann vom Kundschafter zum Jäger ernannt werden. Das vierte Kapitel ist speziell für den Kundschafter konzipiert, in dem der Spieler vom Meisterkundschafter zum Ranger ernannt wird.

## Technik
Das Spiel läuft ab einem Pentium II mit 300 MHz und 64 MB RAM und unter Windows 95/98.
Der offizielle Patch zum Spiel genießt einen schlechten Ruf in der Spielerszene, da er mehr Fehler verursacht, als er behebt. Daher sind auch verschiedene von Fans entwickelte und inoffizielle Patches erschienen.
Nachdem Digital Tome die Entwicklung eines Nachfolgers aufgegeben hatte, wurde der Quelltext zu Siege of Avalon auf Sourceforge unter der LGPL-Lizenz freigegeben. Ein Programmierer mit der Eigenbezeichnung Savage, der Digital Tome ursprünglich programmiertechnisch unterstützte, arbeitet an einer Portierung der Engine auf andere Plattformen, insbesondere Linux und Mac OS X. Hierzu werden DirectX-Bibliotheken durch SDL-Pendants ersetzt und der Delphi-Code in eine Free-Pascal-kompatible Form gebracht. Somit kann Siege of Avalon auf jeder Architektur, auf der SDL und Free Pascal lauffähig sind, kompiliert und gespielt werden. Die SDL-Variante der Engine kann zwar schon kompiliert und gestartet werden. Bisweilen kann jedoch ein Spiel nicht neu begonnen oder ein Spielstand geladen werden.
Das Spiel wurde im April 2021 erneut auf gog.com und Steam veröffentlicht. Diese Version ist ohne Bearbeitung der Daten (unter anderem) auf aktuellen Systemen mit Windows 10 spielbar.

## Entwicklungsgeschichte

Logo von Pillars of Avalon

Das Spiel wurde zuerst kapitelweise über das Internet und erst später komplett auf CD verkauft. Der kommerzielle Erfolg blieb jedoch aus – der Publisher war gezwungen, Insolvenz anzumelden. So kam es auch niemals dazu, dass die geplante Fortsetzung Pillars of Avalon (Säulen Avalons) veröffentlicht wurde. Die offizielle Internetpräsenz des Spiels existiert nicht mehr. Allerdings sind auch heute noch ein paar Webseiten aktiv, die das Spiel am Leben erhalten und neuen Spielern Unterstützung bieten.
Auf Wunsch des Projektleiters James Shiflett wurde die Spiel-Engine unter die LGPL, eine Open-Source-Lizenz, gestellt.
Siege of Avalon war als erster Teil einer Trilogie geplant, welche jedoch aufgrund der Insolvenz des Entwicklers nicht fortgeführt wurde. Der geplante Nachfolger von Siege of Avalon war Pillars of Avalon („Säulen Avalons“). Von diesem Spiel gibt es bisher nur eine inoffizielle Demo, welche von den Entwicklern der Reihe selbst erstellt und ebenfalls in einem Fanforum veröffentlicht wurde. In dieser Demo steuert der Spieler zwar einen Charakter, dieser kann aber nicht mit anderen Charakteren auf der Karte kommunizieren. Es lassen sich nur einige Gegner bekämpfen. Der geplante dritte Teil der Reihe, Ashes of Avalon („Asche Avalons“), wurde ebenfalls nie veröffentlicht.
Seit August 2014 finden Gespräche über eine Neuveröffentlichung des Spiels statt. Der Vertriebsweg hierbei soll rein digital sein. Jedoch ging 2017 die Entwicklerseite offline, auch zu einer Wiederveröffentlichung von SOA kam es nicht.
Im September 2017 gelang es einem Community-Entwickler die Abhängigkeits- und Quellcodeprobleme zu beheben, eine neue funktionierende Executable zu kompilieren und weitere Korrekturen und Erweiterungen wie verbesserte Auflösungsunterstützung einzubringen.
Im Juni 2019 arbeitete jemand anderes parallel zu der Weiterentwicklung des Source Codes daran diesen von Delphi 4 auf eine aktuelle Version von Delphi zu portieren. (Seit Anfang 2021 ist diese Version nun auch spielbar.)
Im September 2020 entwickelte der Community-Entwickler (Rucksacksepp vormals Raptor) mithilfe des Source Codes auf Delphi 4-Basis ein Modpaket, sodass neben Siege of Avalon auch andere Geschichten im SoA-Universum gespielt werden können, ohne die Ursprungsinstallation von SoA mit der jeweiligen Mod überschreiben zu müssen. Ferner liefert diese Version neben der Möglichkeit zwischen den Auflösungen 800 × 600, 1024 × 768, 1280 × 720 und 1920 × 1080 zu wählen auch die Sprache zu ändern (Deutsch und Englisch).
Am 8. April 2021 wurde Siege of Avalon auf GOG.com und Steam digital neuveröffentlicht.